# Montana
|  | Per a altres significats, vegeu «Montana (desambiguació)». |

Montana és un estat de l'oest dels Estats Units d'Amèrica situat sota la frontera canadenca. El nom probablement ve de l'espanyol montaña, descripció del seu emplaçament al vessant oriental de les muntanyes Rocoses. L'estat és el quart més gran per extensió, però té molt poca població i gairebé tota rural. L'economia és principalment del sector primari, amb la ramaderia com a activitat més important encara que s'hi troba conreus de blat, ordi, remolatxa, així com explotacions forestals i mineria.
Montana conté la secció no canadenca del Parc Nacional de les Glaceres i la porció septentrional del Parc Nacional de Yellowstone.

## Clima

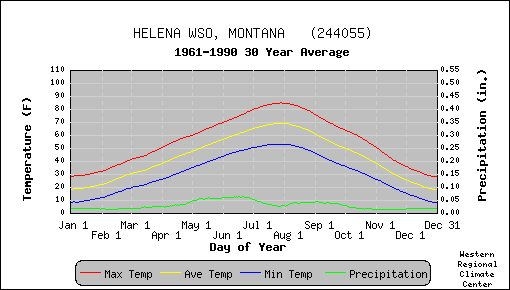
Temperatura i precipitació per la capital de Montana, Helena

Classificació de Köppen per a Montana

Montana és un estat molt extens i amb gran variació en el clima, l'altitud varia entre els 610 metres i els 4.000 m per sobre del nivell del mar. La part occidental és muntanyenca amb nombroses valls. La part oriental és principalment plana i semiàrida de clima continental. La divisòria continental té un efecte considerable sobre el clima de Montana, donat que restringeix l'entrada d'aire càlid des del Pacífic.
La pluviometria anual mitjana és de 380 mm, però s'observen grans variacions. Les serralades de muntanyes bloquegen l'aire humit del Pacífic i creen ombra pluviomètrica a l'oest. Heron, a l'oest rep la màxima precipitació (881 mm). En canvi, Lonepine només 291 mm, i Deer Lodge 279 mm. Les muntanyes poden rebre 2.500 mm, per exemple, Grinnell Glacier al Glacier National Park recull 2,700 mm. Les serralades poden acumular 7 metres de neu a l'any. Hi pot haver tempestes fortes des de maig a setembre mentre que les nevades cauen des de novembre a març.
| Localitat   | Juliol (°F) | Mes més fred (°F) | Juliol (°C) | Mes més fred (°C) |
| ----------- | ----------- | ----------------- | ----------- | ----------------- |
| Billings    | 89/54       | 32/14             | 32/15       | 4/–9              |
| Missoula    | 86/51       | 30/11             | 31/16       | −0/–8             |
| Great Falls | 83/51       | 28/11             | 34/15       | 1/–9              |
| Bozeman     | 81/51       | 27/10             | 31/12       | −0/–11            |
| Butte       | 80/45       | 27/7              | 30/5        | −1/–15            |
| Helena      | 86/54       | 30/12             | 31/12       | −0/–11            |
| Kalispell   | 81/48       | 27/9              | 29/14       | −1/–10            |

## Turisme
El Parc Nacional de les Glaceres que està inscrit a la llista del Patrimoni de la Humanitat de la UNESCO amb el nom de Parc internacional de la pau Waterton-Glacier, conjuntament amb el Parc Nacional dels Llacs Waterton a Alberta al Canadà.